# Harald Hansen (Fußballspieler)
Harald Hansen (* 14. März 1884 in Kopenhagen; † 9. Mai 1927 in Aarhus) war ein dänischer Fußballspieler. 

## Karriere
Harald Hansen spielte während seiner Karriere nur für den B.93 Kopenhagen. Für die Dänische Nationalmannschaft bestritt er 7 Länderspiele. Drei davon bei den Olympischen Sommerspielen 1908 in London und die restlichen vier bei den Olympischen Sommerspielen 1912 in Stockholm. Beide Mal konnten die Dänen die Silbermedaille gewinnen.